# Jadagrace

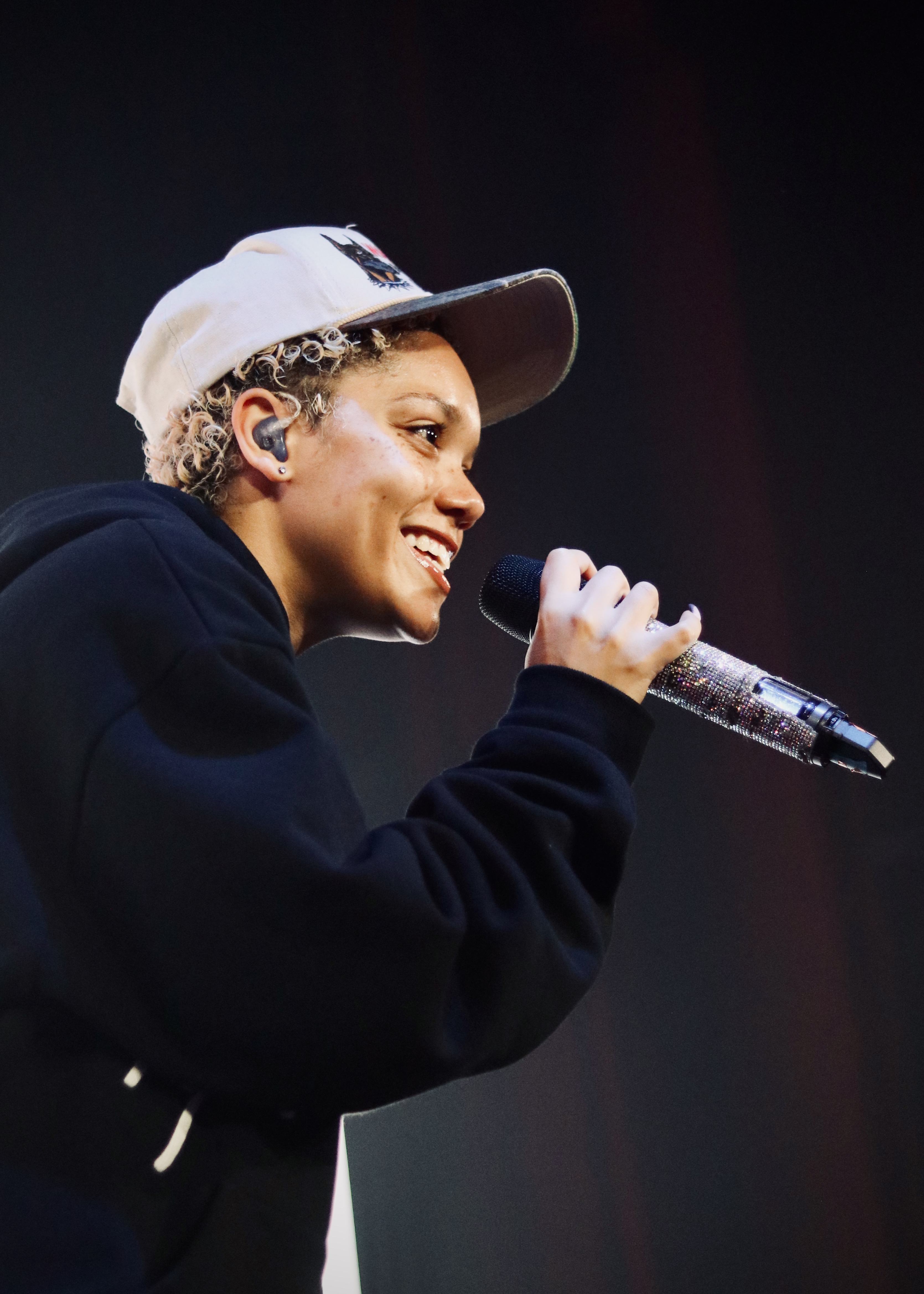
Jadagrace (2023)

Jadagrace Michiko Gordy-Nash (* 1. September 1999 in Los Angeles, Kalifornien, Vereinigte Staaten) ist eine US-amerikanische Schauspielerin, Kinderdarstellerin, Sängerin und Tänzerin. Bekannt ist sie vor allem unter ihrem Vornamen Jadagrace, den sie als Künstlernamen verwendet.

## Leben
Jadagrace wurde am 1. September 1999 als Tochter einer japanisch-amerikanischen Mutter und eines afroamerikanischen Vaters in der Metropole Los Angeles im US-Bundesstaat Kalifornien geboren. Mit vier bzw. fünf Jahren begann sie ihre Tanzausbildung an der 2001 von Debbie Allen eröffneten Debbie Allen Dance Academy in Los Angeles und wurde bald darauf auch als Schauspielerin am The Playground von Gary Spatz, sowie im Gesang ausgebildet. Nach ihrem ersten nennenswerten Filmauftritt als Bitsy Mott in Todd Sullivans Kurzfilm Three Verses im Jahre 2008, wurde sie bald darauf für die Rolle der Star in den Kinofilm Terminator: Die Erlösung gecastet.
Im Kassenschlager unter der Regie von McG hatte sie eine wesentliche Rolle inne, fand danach allerdings keine nennenswerten Engagements. Erst drei Jahre später kam sie wieder zurück auf die Bildschirme, als sie Star ihrer eigenen mit zwölf Episoden allerdings nur kurzlebigen Fernsehserie The Jadagrace Show war. Vielmehr spezialisierte sich Jadagrace auf ihr zweites Standbein als Sängerin. Noch während ihrer Schauspiellaufbahn veröffentlichte sie als Neunjährige ihr erstes Lied mit dem Titel Express Yourself.
Als Sängerin entdeckt wurde sie schließlich 13-jährig von Redfoo vom Duo LMFAO, dem Sohn von Motown-Gründer Berry Gordy. Nachdem sie unter den Fittichen von Gordy folgten rasch erste Veröffentlichungen, darunter ihre erste Single Run Dat Back, einem Song von ihrem nachfolgenden Debütalbum, das von Kerry Gordy, einem weiteren Sohn des Motown-Gründers, und Tricky Stewart bei Epic Records produziert wurde. Als ihr Mentor ab dieser Anfangszeit als professionelle Sängerin trat Smokey Robinson, der maßgeblich an den Motown-Erfolgen beteiligt war, in Erscheinung. Ihre Single Run Dat Back fand auch den Weg auf die von EMI Records produzierte 42. Ausgabe von Now That's What I Call Music!, auf der ausschließlich namhafte Interpreten vertreten waren.
Im September 2014 unterzeichnete sie einen Vertrag bei West Gate, LLC., in dem ihr fünf Albenveröffentlichungen zugesichert wurden und ihren Namen als Markenzeichen eintragen ließ. Gleich im Anschluss darauf folgte mit Boom Boom Boom eine weitere Singleveröffentlichung.

## Filmografie
- 2008: Three Verses (Kurzfilm)
- 2009: Terminator: Die Erlösung (Terminator Salvation)
- 2012: The Jadagrace Show (Fernsehserie)